# 小行星4878
小行星4878（4878 Gilhutton）是一颗绕太阳运转的小行星，为主小行星带小行星。该小行星于1968年7月18日发现。

## 轨道参数
小行星4878的轨道半长轴为2.2894501 UA，离心率为0.153。